# 小行星35334
小行星（35334 Yarkovsky），天文學臨時編號1997 FO1，是一個位於小行星帶的小行星。1997年3月31日被皮耶羅·西科利和弗朗切斯科·曼卡在義大利 Sormano 發現。
該小行星波蘭土木工程師、天文學家伊凡·亚尔科夫斯基命名。

## 外部連結
- JPL Small-Body Database Browser on 35334 Yarkovsky （页面存档备份，存于）

| 前一小行星： (35333) 1997 EW55 | 小行星列表 | 後一小行星： (35335) 1997 FU1 |